# Shaomai

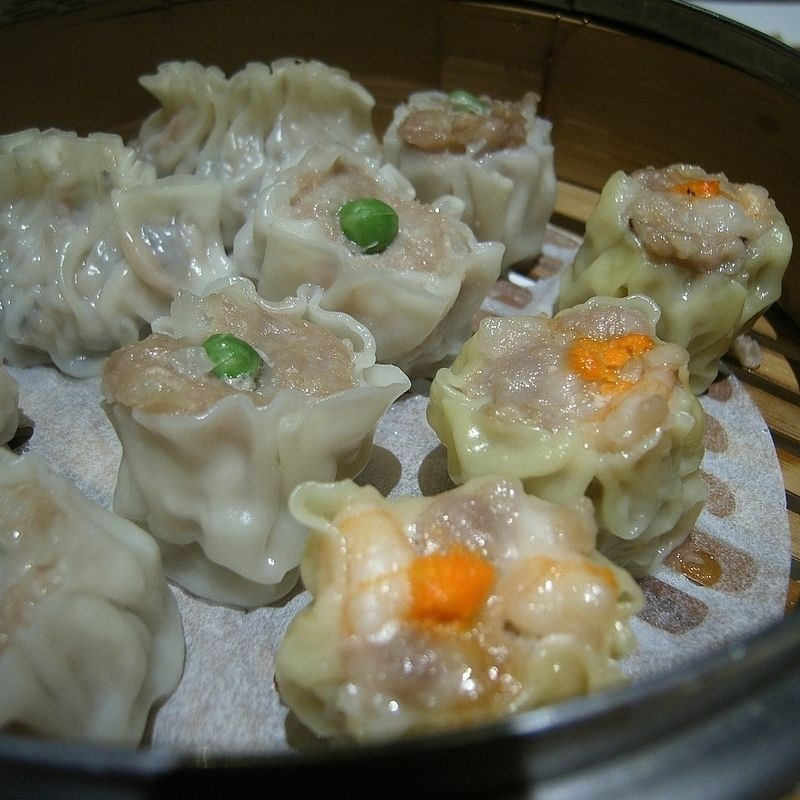
Varias piezas de shaomai cantonés (a la derecha) en una cesta de vapor.

 Shaomai (en chino tradicional 燒賣, también escrito shui mai, shu mai, sui mai, Sui maai, shui mei, Siu mai, Shao mai, Siew mai o siomai; en español, siómay) es un plato tradicional chino.

## Variedades
Existen dos variedades regionales de shaomai: una versión Cantonesa y una versión de la región Jiangnan.

### Shaomaicantonés
Preparado en la cocina cantonesa, el shaomai también se conoce como "dumpling de carne de cerdo y setas". Su relleno es una combinación de ingredientes, que consta principalmente de carne picada y sazonada de cerdo, camarón picado y completo, y shiitake en pequeños trozos. La cubierta externa está hecha de una fina lámina de masa. El centro suele adornarse con un punto naranja, hecho de hueva o zanahoria picada, aunque también puede utilizarse un punto verde (hecho con un guisante). Las presentaciones varían de decoración de restaurante a restaurante.

### Shaomaide Jiangnan
Los Shaomai preparados en la región de Jiangnan son muy diferentes, el envoltorio es más grande y más duro que la versión cantonés. El relleno es similar a Zongzi con salsa de soja, vino de arroz o piezas de carne de cerdo marinado con azúcar en arroz glutinoso al vapor y con un poco de manteca de cerdo. Es más grande en tamaño que la versión en cantonés. Sin embargo, la mayoría de las personas en los países occidentales asocian el shaomai sólo con la versión cantonesa debido a la diáspora cantonés. Recientemente, la versión Jiangnan está empezando a aparecer en zonas con alta densidad de nuevos inmigrantes de China continental, como el Área de la Bahía de San Francisco y Silicon Valley.

### Shaomaide Hon'gadan
Es el Shaomai preparado con relleno de camarón, carne y huevo duro. Al igual que la gyoza japonesa es inicialmente preprado al freírlo en una pequeña cantidad de aceite, finalmente se acaba el proceso con cocción al vapor. Saborizantes para este dumpling incluyen el jengibre, cinco especias, y anís estrellado.

## Modo de servir
En el dim sum de la tradición del sur de China, shaomai es uno de los platos más comunes. En general, se sirve junto a har gau , otra variedad de dumpling al vapor.
En puestos de venta de alimentos en Indonesia, shaomai(o "siomay" en el dialecto local) se comen junto con vegetales al vapor y tofu, y se sirve con salsa de maní picante.

## Popularidad del Siu Mai en Panamá
El Siu Mai ha ganado una gran popularidad en Panamá. Este bocadillo, se ha integrado profundamente en la cultura culinaria panameña, convirtiéndose en una opción común en diversos establecimientos, desde tiendas de conveniencia hasta restaurantes especializados. Se puede servir con kétchup, salsa de soya, salsa picante, entre otras.

### Historia y adopción en la cultura panameña
La llegada de la comunidad china a Panamá en el siglo XIX trajo consigo una rica tradición culinaria que, con el tiempo, se fusionó con la gastronomía local. El siu mai, como parte del dim sum, ha sido adoptado por los panameños, quienes lo disfrutan en reuniones familiares y encuentros sociales. Este fenómeno refleja la integración y aceptación de la cultura china en la sociedad panameña.